# César Moro
Pour les articles homonymes, voir Moro.
César Moro, de son vrai nom Alfredo Quíspez Asín, né à Lima (Pérou) le 31 août 1903, mort d'une leucémie, à Lima, le 10 janvier 1956, est un poète et peintre surréaliste péruvien.

## Biographie

### Enfance et adolescence à Lima (1903-1925)
Fils d'un médecin de Lima, Alfredo Quíspez Asín a cinq ans quand son père meurt. Il écrit, dessine et peint dès son enfance. En 1923, à vingt ans, il prend le nom de César Moro, d'après un personnage du romancier Ramón Gómez de la Serna.

### Jeunesse à Paris (1925-1933)
Passionné par la langue française, il quitte le Pérou pour Paris deux ans plus tard, en 1925. Là, César Moro vit de ses dessins, qu'il expose non seulement dans la capitale française, mais aussi à Bruxelles. À la suite de sa rencontre avec les premiers surréalistes, il décide, au-delà de ne plus écrire de poésie qu'en français, d'adhérer au mouvement d'André Breton. Ainsi, de 1930 à 1933, il collabore à la revue Le Surréalisme au Service de la Révolution. Durant ces années-là, il vit avec un ancien soldat russe.

### Retour en Amérique latine (1933-1956)
En 1933, César Moro rentre à Lima. Avec ses amis Emilio Adolfo Westphalen, dont il illustre les poèmes, et Moreno Jimeno, ils fondent la revue surréaliste El uso de la palabra (« L'usage de la parole »). Deux ans plus tard, en 1938, il s'exile au Mexique, où il rencontre Antonio, un jeune militaire qui devient son amant et lui inspire son seul recueil en espagnol, La tortuga ecuestre, publié à titre posthume en 1957, ainsi que sa Lettre d'amour :
« Un cri répété dans chaque théâtre vide à l'heure du spectacle inénarrable

Un fil d'eau dansant devant le rideau de velours rouge aux flammes de la rampe

Disparus les bancs du parterre

j'amasse des trésors de bois mort et de feuilles vivaces en argent corrosif

On ne se contente plus d'applaudir on hurle

mille familles momifiées rendant ignoble le passage d'un écureuil ».
En 1940, avec le peintre Wolfgang Paalen, ils organisent la première exposition internationale du surréalisme au Mexique. En 1948, il revient au Pérou où il rencontre le poète français André Coyné qui, après la mort de César Moro, se chargera de la publication de ses œuvres. À Lima, il travaille en tant que professeur de français au collège Leoncio Prado, où il a notamment comme élève le romancier Mario Vargas Llosa.

## Analyse de l’œuvre poétique
Analysant plusieurs de ses premiers poèmes, Gaëlle Hourdin réfute l'idée selon laquelle la poésie de César Moro serait « homosexuelle ». La chercheuse considère ainsi que se focaliser sur les aspects de sa vie qui ont fait de César Moro un « poète de la marge » tend à occulter certaines caractéristiques de son œuvre, comme « la persistance de modèles hétérosexuels », qui trouvent leur origine dans la poésie courtoise européenne et le boléro latino-américain, dans l'intégralité de celle-ci. De fait, Gaëlle Hourdin dit plutôt de la poésie moréenne qu'il s'agit d'« une poésie amoureuse qui refuse tout autant le masque de l'hétérosexualité que l'affichage d'une identité homosexuelle ».

## Œuvre
En français
- Lettre d'amour, 1942, Éditions Dyn, Mexico, 1944
- Le château de grisou, Éditions Tigrondine, Mexico, 1943
- L'Homme du paradisier, 1944
- Trafalgar Square, Éditions Tigrondine, Lima, 1954
- Amour à mort, Le Cheval marin, Paris, 1957 ; nouvelle édition bilingue, Éditions de la Différence, coll. « Orphée », Paris, 1990.

En espagnol
- La tortuga ecuestre, Lima, 1957
- Los Anteojos de azufre, Lima, 1958
- Obra poética I, Lima, 1980
- Amour à Moro. Homenaje a César Moro, Carlos Estela ; José Ignacio Padilla (eds.), Lima, Signo Lotofago, 2003.